# 罗桑图道
罗桑图道（藏語：བློ་བཟང་མཐུ་སྟོབས་，威利转写：blo bzang mthu stobs，?—?），又作罗桑图多、桑日哇·罗桑图托，西藏官员。和硕特汗国——噶丹颇章第三任第巴。
罗桑图道原第五世达赖喇嘛却本（掌管讲经、供养的宗教官）；1668年二月第巴陈列嘉措去世。九月，在众僧的推举下，达赖喇嘛任命罗桑图道为第三任第巴。曾和达赖汗派兵攻打不丹，经扎什伦布寺僧人与不丹谈判，于是罢兵，重申火龙年（1616年）协议。1670年，住持修缮小昭寺的经堂、围墙。执政期间，制定了政府官员、贵族按品级、资历的服饰等级及席位制度，称为“当仪阿库巴卓”，1672年，正式颁布执行，在大昭寺楼上为布达拉宫朗杰扎仑的僧众单独修建一所大殿。据说，罗桑图道和阐化王家族女性有私情，于是在1675年向五世达赖喇嘛辞职。五世达赖喇嘛封赏给他桑日宗的土地、属民。任命布达拉宫南杰扎仓大管家罗桑金巴为第四任第巴。罗桑图道还俗，娶乃东家族之女为妻，移居桑日庄园。
| 前任： 陈列嘉措 | 第巴 1668年—1675年 | 繼任： 罗桑金巴 |